# Cliff Allison
Henry Clifford Allison, detto Cliff (Brough, 8 febbraio 1932 – Brough, 7 aprile 2005), è stato un pilota automobilistico britannico di Formula 1.

## Carriera
Ha esordito nelle competizioni nel 1952 dopo aver acquistato una Formula 3 Cooper-Norton, e nelle prime partecipazioni si fece notare da Colin Chapman che gli offrì di guidare una Lotus di Formula 1 nel 1958, accanto a Graham Hill. In quella stagione ottenne due sesti posti nelle prime due gare e un quarto al Gran Premio del Belgio, e ottenne buoni risultati sempre per la Lotus in Formula 2 e con le vetture sport.
Fu quindi ingaggiato dalla Ferrari che stava ristrutturando la squadra, e nel 1960 vinse la Buenos Aires 1000 per vetture sport insieme a Phil Hill su una Ferrari Testarossa, e giunse secondo al Gran Premio d'Argentina. Proprio mentre la sua carriera era in ascesa, Allison ebbe un grave incidente al Gran Premio di Monaco con fratture che lo misero fuori dalle competizioni per il resto della stagione.
Al ritorno, visto che la Ferrari offriva solo un posto come collaudatore, si unì al team UDT/Laystall BRP che schierava una Lotus 18. Durante le prove del Gran Premio del Belgio 1961, un eccesso di foga lo portò a un grave incidente a Blanchimont che lo lasciò con gravi danni alle gambe, terminando la sua carriera.
Muore nel 2005 ed è stato sepolto presso il St Michael Churchyard, nel villaggio di Brough, Contea di Cumbria.

## Risultati completi in Formula 1
| 1958 | Scuderia | Vettura |  |   |   |  |   |     |     |    |     |   |    | Punti | Pos. |
| ---- | -------- | ------- |  | - | - |  | - | --- | --- | -- | --- | - | -- | ----- | ---- |
| 1958 | Lotus    | 12      |  | 6 | 6 |  | 4 | Rit | Rit | 10 | Rit | 7 | 10 | 3     | 18º  |

| 1959 | Scuderia | Vettura |     |  |   |  |  |     |  |   |     |  |  | Punti | Pos. |
| ---- | -------- | ------- | --- |  | - |  |  | --- |  | - | --- |  |  | ----- | ---- |
| 1959 | Ferrari  | D246    | Rit |  | 9 |  |  | Rit |  | 5 | Rit |  |  | 2     | 17º  |

| 1960 | Scuderia | Vettura |   |    |  |  |  |  |  |  |  |  |  | Punti | Pos. |
| ---- | -------- | ------- | - | -- |  |  |  |  |  |  |  |  |  | ----- | ---- |
| 1960 | Ferrari  | D246    | 2 | NQ |  |  |  |  |  |  |  |  |  | 6     | 12º  |

| 1961 | Scuderia | Vettura  |   |  |    |  |  |  |  |  |  |  |  | Punti | Pos. |
| ---- | -------- | -------- | - |  | -- |  |  |  |  |  |  |  |  | ----- | ---- |
| 1961 | BRP      | Lotus 18 | 8 |  | NP |  |  |  |  |  |  |  |  | 0     |      |

| Legenda | 1º posto     | 2º posto | 3º posto    | A punti         | Senza punti/Non class.  | Grassetto – Pole position Corsivo – Giro più veloce |
| Legenda | Squalificato | Ritirato | Non partito | Non qualificato | Solo prove/Terzo pilota | Grassetto – Pole position Corsivo – Giro più veloce |